# Mycteroperca microlepis
Mycteroperca microlepis là một loài cá biển thuộc chi Mycteroperca trong họ Cá mú. Loài này được mô tả lần đầu tiên vào năm 1879.

## Phân bố và môi trường sống
M. microlepis có phạm vi phân bố rải rác ở vùng biển Tây Đại Tây Dương. Loài này được tìm thấy từ bang Bắc Carolina, dọc vùng biển đông nam Hoa Kỳ, bao gồm cả Bermuda, trải rộng gần như khắp vịnh Mexico, ngoại trừ xung quanh Cuba. Loài này còn được tìm thấy ở vùng bờ biển phía nam Brazil, từ Bang Rio de Janeiro đến Santa Catarina. Nó hiếm thấy ở Bermuda và không được ghi nhận ở biển Caribe và đông bắc Brazil.
M. microlepis trưởng thành thường sống xung quanh các rạn san hô và rạn đá ngầm ở vùng nước sâu xa bờ, ở độ sâu khoảng 167 m trở lại; đôi khi bơi vào gần bờ. Chúng sống đơn độc, hoặc hợp thành nhóm từ 5 đến 50 cá thể. Cá con thường xuất hiện trong các thảm cỏ biển hoặc gần cửa sông. Khi trưởng thành, chúng di chuyển đến vùng nước sâu hơn.
Số lượng của M. microlepis đang dần suy giảm dáng kể do bị đánh bắt quá mức, và do tác động của việc suy thoái môi trường biển. Ước tính số lượng của M. microlepis đã giảm 30 đến 60% trong hơn 30 năm qua, dự kiến tỉ lệ này sẽ tiếp tục tăng trong tương lai. Loài này phát triển chậm, sống lâu và có tỷ lệ tử vong tự nhiên thấp, việc đánh bắt quá mức cho nhanh chóng khiến loài này biến mất. M. microlepis được xếp vào danh sách Loài sắp nguy cấp.

## Mô tả
M. microlepis trưởng thành có thể đạt kích thước chiều dài cơ thể tới 145 cm; tuổi thọ tối đa được ghi nhận là 31 năm. Đầu và thân của cá thể trưởng thành màu nâu xám với các vân gợn sóng màu sẫm. Xung quanh mắt có các vệt sẫm. Rìa ngoài của vây lưng mềm, vây hậu môn, vây đuôi và vây bụng màu đen; có viền mỏng màu xanh lam. Một biến thể khác của M. microlepis có thân màu xám nhạt. Bụng và phần thân dưới màu đen, đôi khi lan rộng lên gốc vây đuôi và mõm.
Số gai ở vây lưng: 11; Số tia vây mềm ở vây lưng: 16 - 18; Số gai ở vây hậu môn: 3; Số tia vây mềm ở vây hậu môn: 11 - 12; Số tia vây mềm ở vây ngực: 16 - 18; Số lược mang: 27 - 41; Số vảy đường bên: 88 - 96.